# Jay Bruce
Jay Allen Bruce, född den 3 april 1987 i Beaumont i Texas, är en amerikansk före detta professionell basebollspelare som spelade 14 säsonger i Major League Baseball (MLB) 2008–2021. Bruce var rightfielder.
Bruce spelade för Cincinnati Reds (2008–2016), New York Mets (2016–2017), Cleveland Indians (2017), Mets igen (2018), Seattle Mariners (2019), Philadelphia Phillies (2019–2020) och New York Yankees (2021). Han togs tre gånger ut till MLB:s all star-match och vann två Silver Slugger Awards.

## Karriär

### Major League Baseball

#### Cincinnati Reds

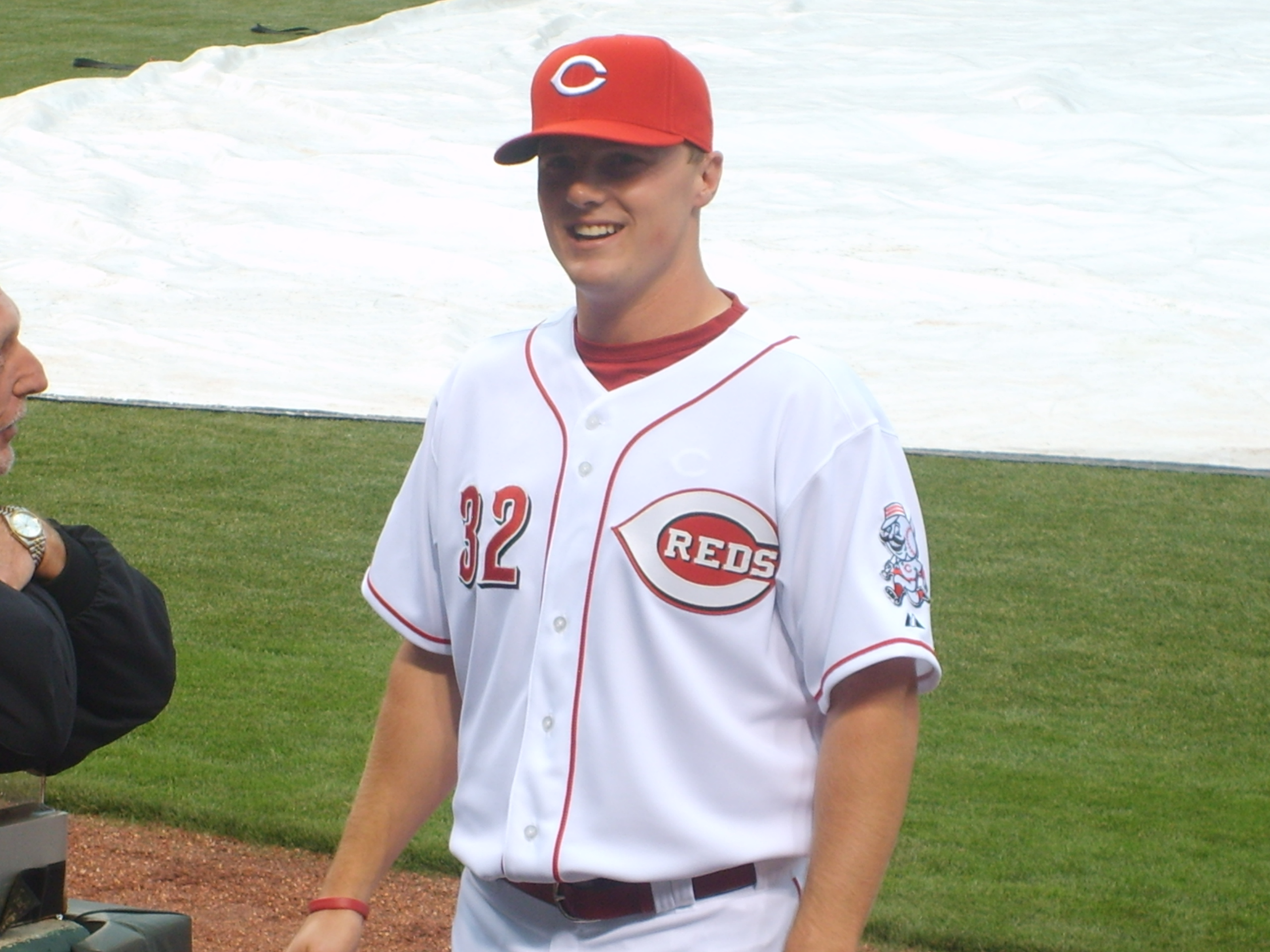
Bruce under sin debut i Major League Baseball den 27 maj 2008.

Bruce draftades direkt från high school av Cincinnati Reds 2005 som tolfte spelare totalt och redan samma år gjorde han proffsdebut i Reds farmarklubbssystem. Efter tre säsonger i farmarligorna debuterade Bruce i MLB den 27 maj 2008. Han kom femma i omröstningen till National Leagues Rookie of the Year Award efter att ha haft ett slaggenomsnitt på 0,254, 21 homeruns och 52 RBI:s (inslagna poäng). Han slog igenom på allvar 2011 då han hade ett slaggenomsnitt på 0,256, 32 homeruns och 97 RBI:s och den säsongen togs han ut till sin första all star-match. Året efter hade han liknande statistik (0,252-34-99) och togs ut till all star-matchen för andra året i rad. Han var trea i National League i antal homeruns. Han vann även sin första Silver Slugger Award och kom tia i omröstningen till National Leagues MVP Award. Han fortsatte att spela bra 2013 då han hade ett slaggenomsnitt på 0,262, 30 homeruns och 109 RBI:s. Antalet RBI:s var delat näst bäst i National League, antalet homeruns var tredje bäst och antalet doubles (43) var delat tredje bäst. För andra året i rad vann han en Silver Slugger Award och kom tia i omröstningen till MVP Award.
Därefter kom ett par säsonger med något sämre resultat, men 2016 togs Bruce ut till sin tredje all star-match efter en bra första halva av säsongen. Den 1 augusti bytte Reds bort honom till New York Mets i utbyte mot två spelare. Han var då sjua genom tiderna i Reds klubbhistoria med 233 homeruns. Han ledde då National League i RBI:s (80) och det var första gången som någon blev bortbytt när han ledde ligan i RBI:s sedan den statistiska kategorin blev officiell 1920.

#### New York Mets
Bruce gjorde ingen omedelbar succé för Mets med ett slaggenomsnitt på bara 0,219, åtta homeruns och 19 RBI:s under resten av 2016 års säsong. Totalt under 2016 hade han ett slaggenomsnitt på 0,250, 33 homeruns och 99 RBI:s. Under den följande säsongen spelade han bättre, men Mets bytte i början av augusti bort honom till Cleveland Indians i utbyte mot en spelare, nästan på dagen ett år efter att han kom till Mets. Bruce hade vid bytet ett slaggenomsnitt på 0,256, 29 homeruns och 75 RBI:s.

#### Cleveland Indians
Under resten av 2017 års säsong hade Bruce ett slaggenomsnitt på 0,248, sju homeruns och 26 RBI:s för Indians. Han satte nytt personligt rekord med 36 homeruns sett över hela säsongen och kom för andra gången i karriären över 100 RBI:s. Efter säsongen blev han free agent för första gången.

#### New York Mets igen
Inför 2018 års säsong skrev Bruce på ett treårskontrakt med New York Mets värt 39 miljoner dollar. Han levde inte upp till förväntningarna under första halvan av 2018 och blev dessutom placerad på skadelistan i mitten av juni på grund av höftbesvär. Han hade då ett slaggenomsnitt på 0,212 och hade bara slagit tre homeruns. Han missade mer än två månaders spel och spelade något bättre efter comebacken, men totalt under 2018 blev det ändå bara ett slaggenomsnitt på 0,223, nio homeruns och 37 RBI:s. Efter säsongen bytte Mets bort honom och flera andra spelare till Seattle Mariners i utbyte mot bland annat Robinson Canó.

#### Seattle Mariners

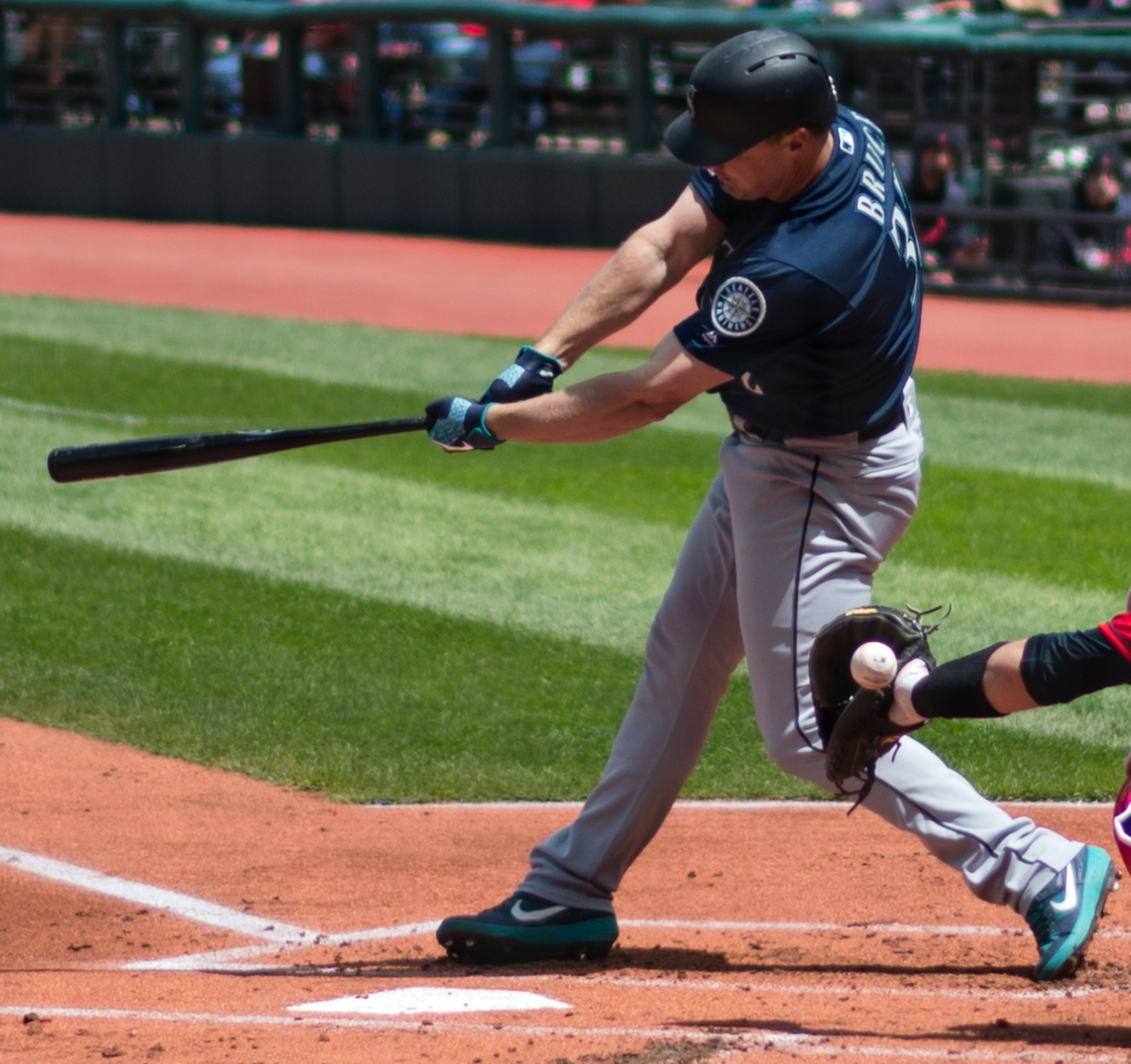
Bruce i Seattle Mariners dräkt 2019.

Bruce blev inte långvarig hos Mariners, som bytte bort honom till Philadelphia Phillies i utbyte mot en spelare redan i början av juni. Hans slaggenomsnitt var då 0,212 och han hade 14 homeruns och 28 RBI:s.

#### Philadelphia Phillies
Bruce hade under resten av 2019 års säsong ett slaggenomsnitt på 0,221, tolv homeruns och 31 RBI:s. Under 2020 års säsong, som blev kraftigt förkortad på grund av coronaviruspandemin, var hans slaggenomsnitt så lågt som 0,198 och han hade sex homeruns och 14 RBI:s. Efter säsongen blev han free agent igen.

#### New York Yankees
I februari 2021 skrev Bruce på ett minor league-kontrakt med New York Yankees. Han lyckades ta en plats i Yankees spelartrupp, men efter tio matcher med ett slaggenomsnitt på bara 0,118, en homerun och tre RBI:s valde han att avsluta karriären.